# Titularbistum Olbia
Olbia ist ein Titularbistum der römisch-katholischen Kirche. 
Es geht zurück auf ein untergegangenes Bistum der gleichnamigen spätantiken Stadt in der nordafrikanischen Kyrenaika im heutigen Libyen.
| Titularbischöfe von Olbia |                       |                                                    |                 |                  |
| Nr.                       | Name                  | Amt                                                | von             | bis              |
| 1                         | James Colbert         | Apostolischer Vikar von Port Elizabeth (Südafrika) | 13. Juni 1939   | 8. Januar 1955   |
| 2                         | Elie Vandewalle       | Weihbischof in Versailles (Frankreich)             | 23. August 1958 | 7. Dezember 1960 |
| 3                         | Arcângelo Cerqua PIME | Prälat von Parintins (Brasilien)                   | 4. Februar 1961 | 26. Mai 1978     |